# 開環移位聚合
開環移位聚合(Ring-opening metathesis polymerization)，是一種烯烴複分解反應，常用來製造重要的工業用的產品。此反應主要是利用環烯烴的環張力釋放的能量（例如：降冰片烯或環戊烯），並且在過程中已經證實可以使用有各種的催化劑。有研究指出使用不同的取代物以及不同的溶劑，可以合成出不同分子量的聚合物。

## 機制
ROMP反應中使用的催化劑涵蓋了多種類的金屬，從RuCl3-乙醇混和物到格拉布催化劑都可以使用。
ROMP催化反應先從金屬-碳烯複合物的形成開始，此步驟是由諾貝爾得主伊夫·肖万（Yves Chauvin）與他的同事Jean-Louis Hérisson最早報告，雖然另有一個利用氫化反應的途徑被報告。碳烯類的活化要通過多種過程：溶劑間的相互作用、取代基的相互作用，以及共催化反應等，來產生有活化的催化物。ROMP的催化循環主要是利用紓緩環張力來驅動的因此需要需要很緻密的環狀結構做為起始物。形成金屬-碳烯化合物之後，碳烯會與環上的雙鍵形成一個非常緊密的甲基環丁烷中間產物。接着環狀物被打開，形成一條直鏈並且在頭尾兩端與金屬形成雙鍵的化合物。新合成出來的碳烯化合物會與另一個單體上的雙鍵繼續反應，形成一連串的反應。

## 溶劑效應
溶劑的選擇對於形成碳烯化合物是非常重要的。舉例來說RuCl3在各種醇類中會影響催化的能力。這取決於所使用的醇的種類，每個反應機制不同，可能導致形成釕-氫化物或是釕-碳烯物。實驗結果表明了，通過改變溶劑，可使生成的聚合物分子量增加或減少。這一觀察結果導致催化反應的多樣性，產生各種強度的聚合物，像是高分子量的聚合物通常比低分子量的聚合物還強。也觀察到反應速率有巨大的變化，因此可以解釋溶劑在釕-碳烯的形成中扮演了重要的角色。Hamilton等人發表了溶劑在不同的金屬鹽類的催化系統中，對於系統的微環境產生巨大的變化。這些變化影響了聚合物的立體規正性、順反異構物的比值以及增加共聚物的規律性。

## 取代基效應
如前所述，ROMP催化依賴於環張力。因此最好的基質是二和三環的環狀物，然而這些反應可產生各種的聚合物。而取代基在環系統的加成反應可導致更複雜、更多種的聚合物，不幸的是，在環上的取代基會與一些常見的催化劑產生有害的反應。例如：第一格拉布催化劑會和腈類或胺基團產生有毒物質， 許多常見的鉬或鎢的複分解催化劑會受到含氧化合物或含氮基團的影響。另一種的催化劑，例如釕-碳烯混合物正在研究是否受到這些官能基團的影響。在環狀複合物中，取代基的位置和催化劑上的毒性有相當程度的關係， 然而，在有些無毒的狀況下，它在確定基質的反應性中也扮演了重要的角色。而當取代基無法與雙鍵碳接上則反應將不會發生。 Slugovc等人測試了許多官能基團在ROMP上的反應，像是利用了超級格拉布斯催化劑，(H2IMes)(PCy3)(Cl)2Ru= CHPh。實驗結果證明，常見的取代基的加入到反應混合物中，可以用於調整合成出來的聚合物分子量的範圍。依據催化劑不同，有些取代機可增強反應速率。像降冰片烯環氧化物用作催化劑時，三氯化釕/醇混合物的反應速率會增加。Basset等人将複雜的金属-氧杂环丁烷复合物（oxametallocyclobutane）複分解開環後，直接使活化的釕卡賓混合物產率增加。在這顯示出個原因，其他的官能團可能有相似的反應機制，可以增加反應速率。
利用聚合物的立體與位相化學可以有效的控制聚合物的特性。聚烯烴的立體規正性和區域選擇性對熱、流變和結晶特性有明顯的影響。Hillmyer，Kobayashi 及Pitet證實開環複分解聚合物（ROMP）中的3号位取代的顺-环辛烯（3RCOEs，R=烷基）有區域選擇性和立體選擇性。後來Hillmyer和Cramer的研究也指出，區域選擇性是由取代基和NHC配體之間的立體作用力，相互作用形成，但對溶劑的極性也會有明顯的影響。  在這項研究中，研究人員還發現不同環的尺寸大小會影響不同限速步驟。

## 工業應用
環烯烴的開環複分解聚合，可以製作許多重要的石化產品。這在工業發展中是特別重要的，可以合成出廉價的單體，或是具有特殊性質的聚合物，可以抵掉額外的開銷，使成本降低。
例如Vestename反式聚辛烯橡胶都是工業中力用ROMP反應生產的環辛烯複分解聚合物。另一個ROMP反應的產物，Norsorex聚降冰片烯是在市場上很重要的產品。Telene和 Metton是降冰片烯的聚合反應中產生的副反應產生的聚雙環戊二烯產品。ROMP在實際應用上是非常有用的化學反應，可以使一般的聚合物帶有一定數量的雙鍵。得到的產物，可以進行部分或全部氫化反應，或是可以官能化形成更複雜的化合物。